# Kraftwerk
Kraftwerk ([ˈkʀaftvɛʁk], alemán; literalmente planta de energía) es una banda alemana de música electrónica, formada por Ralf Hütter y Florian Schneider en 1970 en Düsseldorf, liderada conjuntamente hasta la partida de Schneider en 2009.
Kraftwerk (Central Eléctrica) fue uno de los primeros grupos en popularizar la música electrónica, considerados pioneros del género e influencia en muchos subgéneros de la música electrónica, como el dance, house, trance, italo-dance, eurodance, entre otros.
En la década de 1970 y principios de los años 1980, el sonido distintivo de Kraftwerk fue revolucionario, y ha tenido un efecto duradero a través de muchos géneros de la música moderna.
En enero de 2014 la Academia de los Grammy honró a Kraftwerk con un Lifetime Achievement Award.

## Estilo

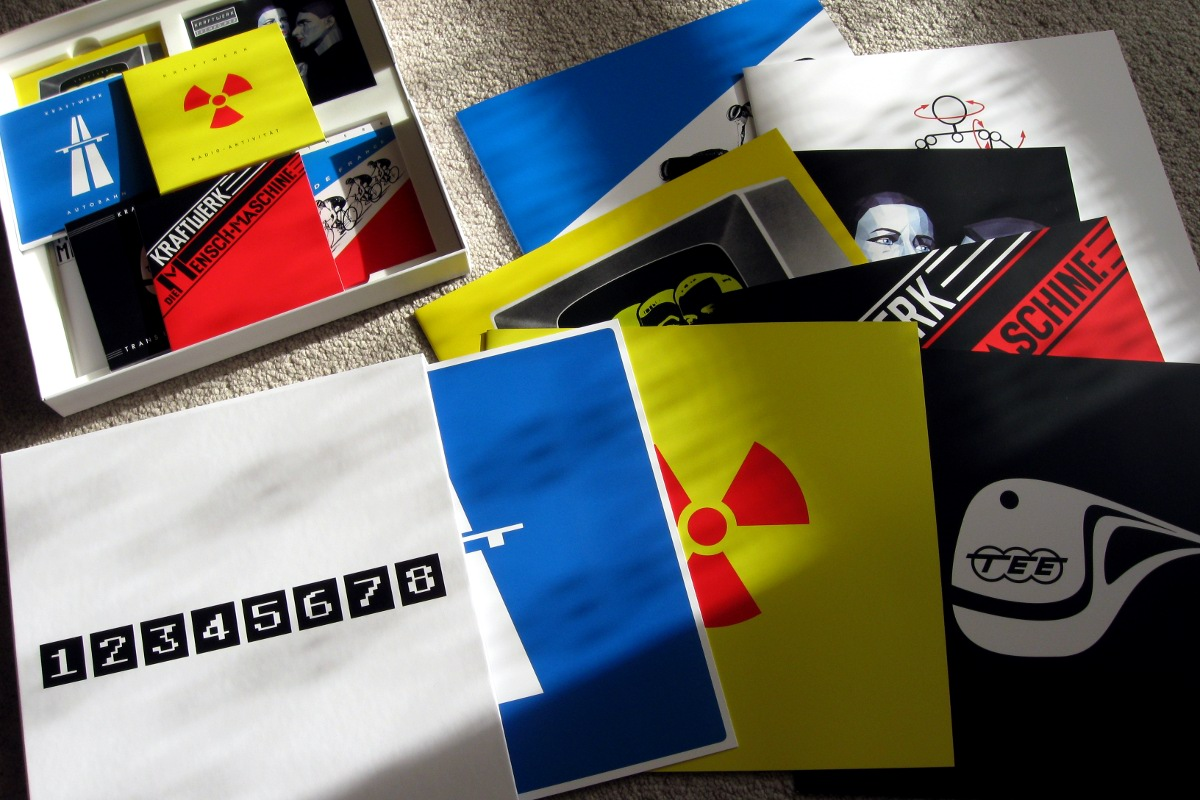
El Catálogo 12345678 compila los álbumes más icónicos de Kraftwerk, desde Autobahn (1974) hasta Tour de France Soundtracks (2003)

### Música
El característico sonido de Kraftwerk, combina ritmos repetitivos con melodías pegadizas, principalmente siguiendo un estilo clásico occidental de la armonía, con una instrumentación minimalista y estrictamente electrónica. Las letras simplificadas del grupo son a veces cantadas a través de un vocoder o generadas por un sintetizador de habla con la intención de intensificar el tono profético de su sonido.
Tras unos primeros álbumes experimentales, Kraftwerk 1 (1970), Kraftwerk 2 (1972) y Ralf und Florian (1973), en 1974 el grupo logró reconocimiento internacional con Autobahn cuya canción homónima de veintidós minutos demostró su confianza en los sintetizadores como instrumentos de creación musical. Después siguieron tres álbumes muy influyentes para la música pop: Radio-Activity (1975), Trans Europa Express (1977) y The Man-Machine (1978).

### Letras
La idea central de las letras del grupo es asemejarse a una emisora radiofónica con mensajes sencillos fácilmente entendibles por todo el mundo. Temáticamente se enmarcan en la vida urbana y la tecnología europeas del siglo XX y siglo XXI: viajes en coche, trenes, ciclismo, ordenadores personales, teléfonos etc. Su sencillez expresa una ambigüedad compleja y controvertida. Coherentes con su nombre, celebran el progreso industrial y las modernas morales e inventos con una ingenuidad consciente de las consecuencias.
A partir del álbum Radio-Aktivität (1975) Kraftwerk publica dos versiones distintas de cada álbum, una en alemán para el mercado doméstico y otra en inglés para el mercado internacional. Además, también emplean otros idiomas, como el francés («Tour de France» o «Les Mannequins»), en japonés («Dentaku») o español («Objeto sexual»). En muchos temas alternan frases multilingües como en «Die Roboter» del álbum Die Mensch-Maschine (1978): la frase en ruso "я твой слуга, я твой работник" (fonéticamente leída como "Ya tvoi sluga, ya tvoi rabotnik") intercalada con el resto de la letra en alemán o inglés. El álbum Electric Café (1986) combina los idiomas alemán, francés, inglés y español.

## Historia

### Orígenes
Ralf Hütter y Florian Schneider coincidieron en una clase de improvisación en el verano de 1968 en la academia Remscheid, cerca de Düsseldorf. Teniendo visiones musicales similares comenzaron en un grupo llamado Organisation, realizando conciertos en galerías de arte, universidades y clubes. Este quinteto lanzó un único álbum, Tone Float (catalogado por RCA Records en Gran Bretaña), pero se disolvió poco después. Alejándose de los conceptos tradicionales de la composición musical, Florian Schneider utilizaba unidades de eco y amplificación para sus flautas y violines. Ralf Hütter básicamente hizo lo mismo con teclados electrónicos. Compartían el escenario con varios músicos, a menudo diferentes en cada actuación, donde con frecuencia improvisaban y experimentaban en largas sesiones.

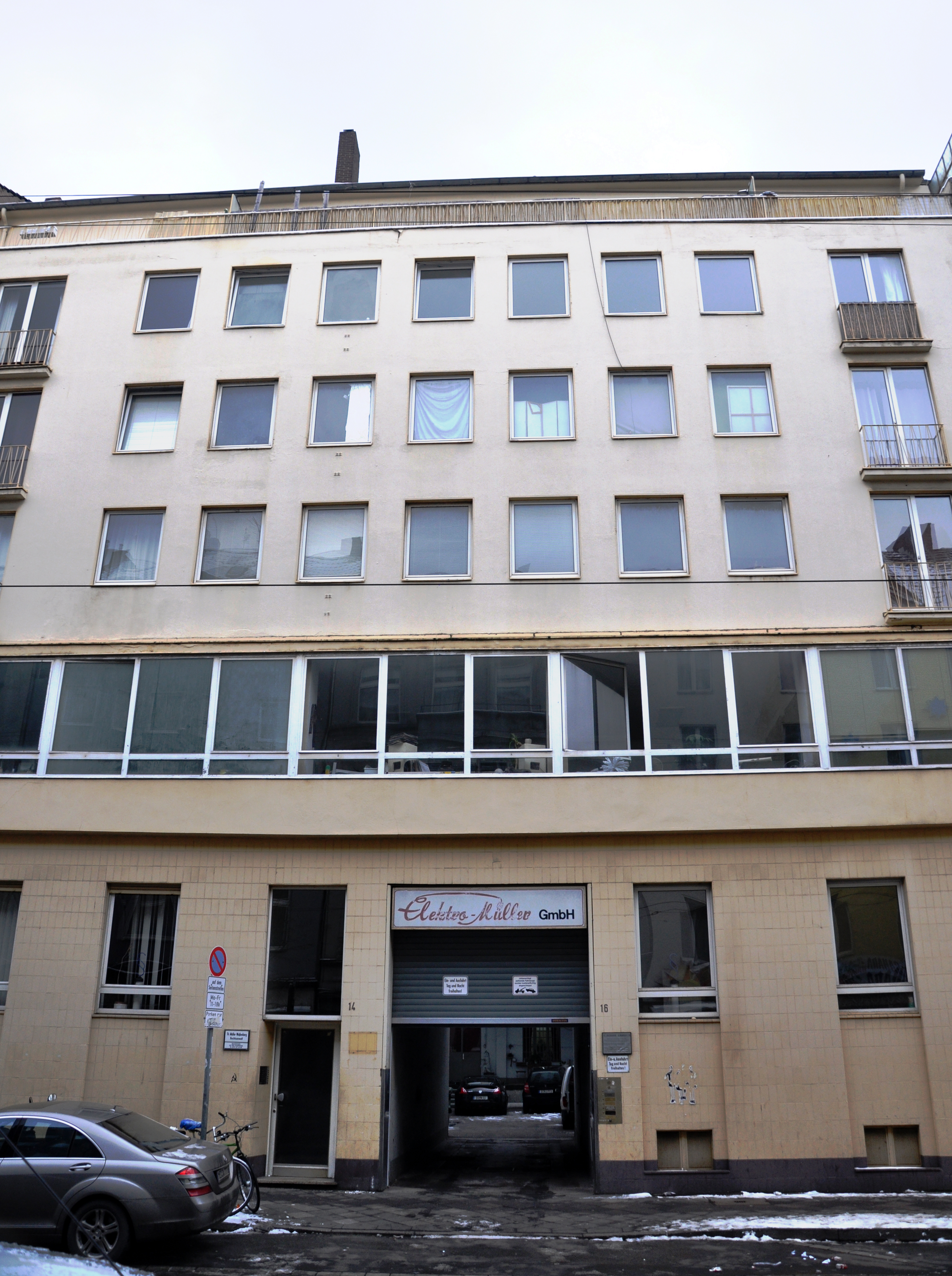
Los estudios de grabación Kling Klang, situados en Düsseldorf, centro neurálgico de la actividad de Kraftwerk

Al comienzo de 1970 Hütter y Schneider iniciaron el proyecto Kraftwerk y establecieron su propio estudio de grabación, denominado Kling Klang Studio, en el centro de Düsseldorf. La portada del primer álbum, titulado Kraftwerk 1 (1970), mostraba un cono de tráfico, que fue una marca distintiva en esta fase inicial del grupo. El álbum Kraftwerk 2 fue grabado como dúo y editado en 1971. Para la coproducción de estos dos discos Kraftwerk contó con la colaboración del ingeniero de sonido Konrad Plank. Entre los años 1970 y 1972 Kraftwerk ofreció conciertos por toda Alemania, colaborado con múltiples músicos y artistas. En febrero de 1973 el dúo Ralf y Florian tocó sus primeros conciertos fuera de Alemania en París. El concepto audiovisual incluía coloridas luces de neón y los famosos letreros de neón con sus nombres y diapositivas proyectadas de Emil Schult.
En el verano de 1973 Kraftwerk editó su tercer álbum Ralf & Florian. Por primera vez los temas fueron grabados en el Kling Klang Studio en un equipo de grabación ambulante por Konrad Plank. El álbum incluía nuevos elementos como sintetizadores y vocoder. El libreto del LP con dibujos y un cómic musical lo creó Emil Schult con dibujos adicionales de Ralf Hütter y Florian Schneider. En octubre de 1973 actuaron en Berlín para el canal de televisión ZDF interpretando el tema «Tanzmusik» con la incorporación de Wolfgang Flür en la percusión electrónica.

### Los años 1970

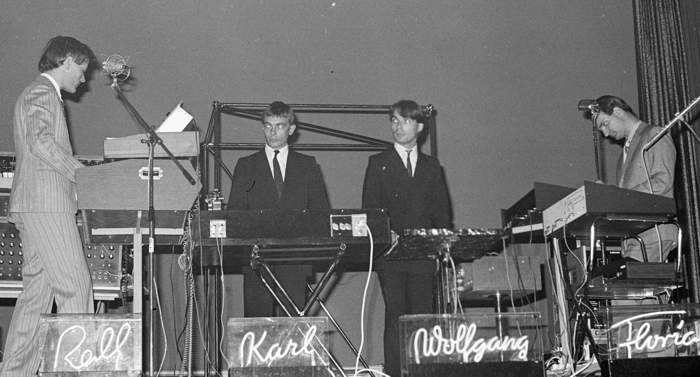
La formación considerada clásica de Kraftwerk en una imagen de 1976: Ralf Hütter, Karl Bartos, Wolfgang Flur y Florian Schneider (de izda. a dcha.)

En mayo de 1974 Ralf Hütter y Florian Schneider produjeron el legendario álbum Autobahn. La música era como un guion de cine y un viaje electrónico hacia el sonido. El tema del álbum, con una duración de 22 minutos, fue compuesto y grabado en el Kling Klang Studio y mezclado, una vez más, junto a Konrad Plank en su estudio. Hütter y Schneider tocaron todos los instrumentos combinando música con letras cantadas coescritas con Emil Schult quien también diseñó la portada del disco. Wolfgang Flür tocó la percusión electrónica en el tema «Kometenmelodie 2». El violín eléctrico del tema «Mitternacht» lo tocó Klaus Röder. Para la primera gira en Estados Unidos, Kraftwerk contrató a Wolfgang Flür y Karl Bartos como percusionistas electrónicos, e introdujeron el término Die Mensch Maschine para el póster de la gira.
Después del tour de Autobahn de 1975, Kraftwerk empezó a trabajar en un siguiente álbum, Radio-Activity. Después de una gran inversión para un nuevo equipamiento Kling Klang Studio fue ya un estudio de grabación entero. Se decidió que el nuevo álbum tendría un tema central. Este tema llegó de su interés en la comunicación radiofónica, que había sido realzada en su última gira por Estados Unidos. Mientras Emil Schult empezó a trabajar en el arte de la portada y en las letras para el nuevo álbum, el grupo empezó a trabajar en la música. Radio-Activity no alcanzó a su predecesor y fue menos exitoso en los mercados británicos y americanos pero abrió las puertas al grupo en el mercado europeo, obteniendo un disco de oro en Francia. Kraftwerk realizó varios vídeos promocionales y actuó en varias fechas europeas para promocionar su álbum. Con los lanzamientos de Autobahn y de Radio-Activity Kraftwerk había dejado sus experimentaciones vanguardistas y se había movido adelante hacia el pop electrónico.
En 1976 Kraftwerk comenzó a grabar Trans Europa Express en su estudio. Hütter y Schneider encargaron a Matten & Wiechers, un estudio electrónico de Bonn, diseñar y construir un secuenciador de dieciséis pistas, que controlaría el MiniMoog del estudio, creando el sonido rítmico del álbum. Trans Europa Express se mezcló en los prestigiosos Record Plant Studios en Los Ángeles y buscaron la localización para tener una atmósfera estimulante. Fue por aquel entonces cuando Hütter y Schneider se encontraron con David Bowie en Kling Klang Studio. Una colaboración musical entre ambos fue mencionada por Hütter pero nunca se materializó. Kraftwerk recibió una oferta para acompañar a Bowie en la gira Station to Station, pero la rechazaron. El lanzamiento de Trans Europa Express (1977) fue marcado por un viaje en tren usado como una conferencia de prensa por EMI Francia. Tras la publicación del álbum se completó la transformación completa del grupo a una banda de pop electrónico.
En mayo de 1978 Kraftwerk publicó el álbum The Man-Machine grabado en Kling Klang Studio. Durante la grabación la forma de composición era que los músicos se sentaban detrás de la consola de mezclas mientras los secuenciadores y el equipamiento del estudio repetían melodías. Florian Schneider se desplazaba hacia un secuenciador lanzando una nueva secuencia musical. Este fue el estilo de improvisación de Kraftwerk proceso que se repetiría hasta que las pistas se concretaron en temas. Debido a la complejidad de la grabación el álbum se mezcló en Rudas Studio (Düsseldorf). Los dos ingenieros de mezclas Joschko Rudas y Leanard Jackson, desde Los Ángeles, se encargaron de mezclar el álbum. La portada se diseñó empleando el rojo, blanco y negro, inspirándose en los diseños del constructivista ruso El Lissitzky. Las fotografías de los cuatro miembros de Kraftwerk las realizó Günther Fröhling. Estos aparecían vestidos con camisas rojas y corbatas negras.

### Los años 1980
En mayo de 1981 Kraftwerk lanzó el álbum Computer World en la discográfica EMI. El álbum fue producido entre 1979 y 1981 y fue compuesto, grabado y mezclado en Kling Klang Studio. El proceso de grabación se hizo con la secuenciación analógica multicanal, sincronizando a la grabación de cinta multicanal. La calidad del sonido y las letras visionarias alcanzan un nivel que pocos trabajos electrónicos han sido capaces de igualar hasta hoy en día. Emil Schult contribuyó de nuevo con las letras y el diseño de la portada. Temas como «Computerwelt» («Computer World») o «Heimcomputer» («Home Computer») ilustran la capacidad del arte de Kraftwerk para crear música compleja y visionaria para la sociedad de hoy y del mañana. Algunas de las voces electrónicas fueron creadas con un juguete lingüístico de Texas Instruments. «Computer Love» fue lanzado como un sencillo del álbum acompañado en la cara B de un tema previo «The Model» un tema previo. Los DJs de radio estaban más interesados en la cara B, así que el sencillo fue relanzado con «The Model» como la cara A. El sencillo alcanzó el puesto número uno en las listas británicas convirtiéndose en la grabación más exitosa de toda la historia de Kraftwerk en Reino Unido.
Durante este período Kraftwerk también reconstruyó el Kling Klang Studio, haciéndolo modular con "racks", listo para ser transportado para su próxima gira. Durante cinco años desde 1976 había sido técnicamente imposible para Kraftwerk tocar su música en vivo en conciertos, sólo habían aparecido en videos y programas de televisión. Después del lanzamiento de Computerwelt Kraftwerk realizó su primera gira mundial tocando en Europa, Estados Unidos, Japón, Australia, India y, por primera vez, detrás de la Cortina de Hierro en Hungría y Polonia. Kraftwerk transportó toneladas de equipo. El escenario contenía el Kling Klang Studio modular, dispuesto en una estructura en forma de "V" detrás de los músicos. Florian Schneider utilizaba cintas multipista para reproducir los ritmos secuenciados y la percusión de las pistas. Cuatro pantallas mostraban videos y animaciones controladas por el operador de video Günter Spachtholz. «Pocket Calculator» destacaba en directo, con los miembros de Kraftwerk tocando mini-teclados, instrumentos de juguete y calculadoras de bolsillo, mientras salían de sus posiciones para acercarse al público y dejar que tocaran sus instrumentos.

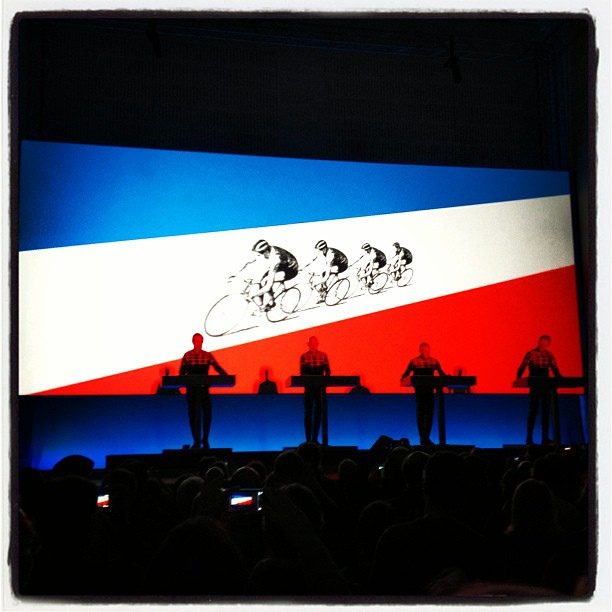
«Tour de France», banda sonora para la carrera ciclista homónima francesa, es uno de los temas más conocidos de la trayectoria de Kraftwerk (en imagen un concierto de Düsseldorf, 2013)

En 1982 Kraftwerk empezó a trabajar en el siguiente proyecto llamado «Tour de France». Las letras fueron escritas en francés por Ralf Hütter y su amigo Maxime Schmitt. El concepto para el álbum trataba sobre los aspectos mentales y físicos del ciclismo, sobre hombres y sus máquinas. Otras ideas como la salud, medicina, entrenamientos, nutrición y regeneración estaban incluidas en el guion. Simultáneamente Florian Schneider experimentaba con su primera unidad de sampler digital. Ruidos de ciclistas, respiración humana, y otras fuentes de sonido se utilizaron para crear los ritmos de las pistas secuenciadas. El tema del título fue grabado y mezclado en el Kling Klang Studio y editado como maxisencillo con el comienzo del la carrera ciclista en julio de 1983. Más tarde apareció una remezcla de François Kevorkian y este remix se utilizó en la banda sonora del film Breakin. Al mismo tiempo Kraftwerk inició el trabajo de su siguiente álbum, titulado provisionalmente Technopop, por lo tanto, el álbum Tour de France siguió siendo un proyecto inacabado hasta 2003.
El álbum Technopop fue producido entre 1982 y 1986 y su título original se cambió por Electric Café, una decisión espontánea tomada durante las sesiones de la mezcla final en 1986. Este álbum significó un cambio tecnológico en Kraftwerk, al ser realizado una vez que el estudio de la banda se remodelara por completo con la incorporación de sistemas digitales de composición y grabación musicales. La tardanza en la grabación del disco fue achacada oficialmente a esta causa. Technopop es un trabajo con dos partes diferenciadas, separadas por ambas caras de un disco de vinilo convencional, pero fue el primero que se editó en formato CD, además del formato LP y el casete. Es otro esfuerzo conceptual dedicado a la comunicación con voces en multitud de idiomas -el castellano brilla con especial fuerza, incluida versión completa-, humor lacónico y sincretismo sonoro. Un esfuerzo de talento para seguir demostrando que podían estar a la última. En la promoción del disco es importante resaltar el vídeo del tema «Musique Non-Stop» realizado enteramente con imágenes creadas por ordenador a cargo de la estadounidense Rebeca Allen.

### Los años 1990
En febrero de 1990 Kraftwerk realiza cuatro conciertos en Italia. Fritz Hilpert ocupó el puesto de Wolfgang Flür, que había abandonado el grupo tiempo antes, encargándose de la percusión electrónica y los efectos de sonido. También fueron los últimos conciertos de Karl Bartos con Kraftwerk, que decidió abandonar el grupo en agosto de ese año para afrontar proyectos en solitario.
Con la digitalización completa del nuevo Kling Klang Studio, Kraftwerk recuperó los archivos de sonido originales y otros sonidos nuevos, y editó el álbum The Mix en julio de 1991. El álbum se acompañó de una gira europea, primero en el Reino Unido con la incorporación del portugués Fernando Abrantes en lugar de Karl Bartos, que posteriormente fue reemplazado por Henning Schmitz, que ya había trabajado como ingeniero de sonido en los álbumes Die Mensch-Maschine y Electric Café. Para la gira, transportaron su nuevo estudio digital al completo, y para el tema «The Robots» los cuatro músicos eran reemplazados por cuatro nuevos robots, movidos por control remoto, capaces de bailar mecánicamente y de forma sincronizada.

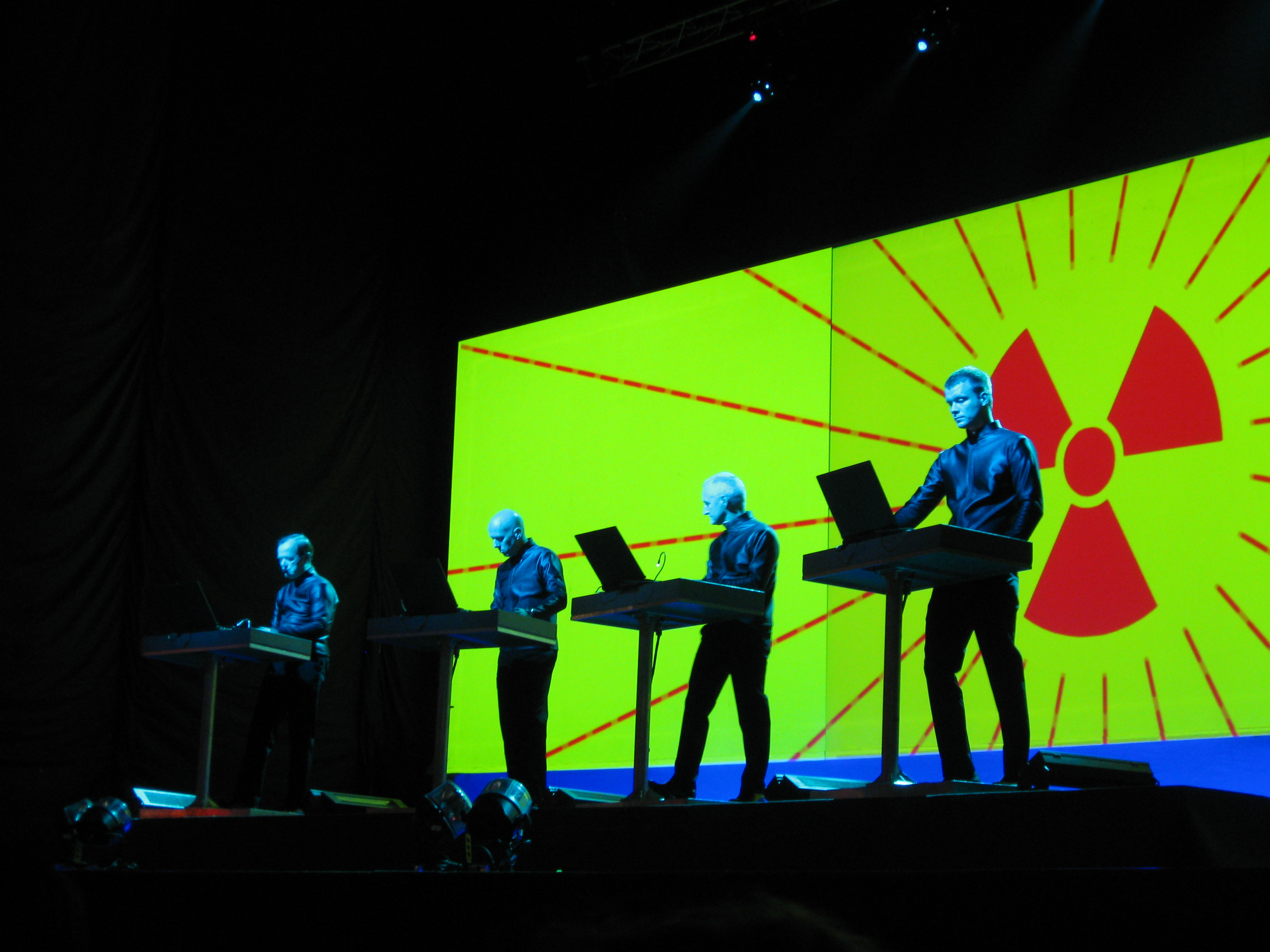
Segmento de Radio-Aktivität en vivo (PinchukArtCentre de Kiev, 2008)

En junio de 1992 reaparecen en tres conciertos en Reino Unido en las ciudades de Norwich, Leicester y Mánchester, este último organizado por Greenpeace como parte de la campaña contra la planta nuclear Sellafield 2. Para el tema «Radioactivity» presentan por primera vez en la MTV una intro que denuncia las consecuencias del uso de la radioactividad mediante un vocoder. Esta introducción acompañaría al tema «Radioactivity» en directo entre 1997 y 2012. Este mismo año también componen un jingle para el show de la MTV Music Non Stop.

"Sellafield 2 producirá 7.5 toneladas de plutonio cada año. 1,5 kilogramos de plutonio producen una bomba nuclear. Sellafield 2 liberará la misma cantidad de radioactividad al medioambiente que Chernobyl cada 4,5 años. Una de estas sustancias radiactivas, Krypton 85, causará muerte y cáncer de piel."
Introducción de «Radioactivity» 

En mayo de 1993 Kraftwerk realiza tres conciertos en Groningen (Holanda), Gent (Bélgica), y Osnabrück (Alemania), y uno en junio en Linz (Austria), estos dos últimos en los importantes festivales de música electrónica Klang Art y Ars Electronica, respectivamente. En estos conciertos interpretan por primera vez el tema «The Man Machine» con un sonido actualizado.
Tras unos años sin recibir noticias, Kraftwerk reaparece en mayo de 1997 como cabezas de cartel en el festival dance Tribal Gathering, celebrado en Luton Hoo (Inglaterra) utilizando al final del espectáculo nuevos trajes de luz ultravioleta y tocando un tema inédito. En octubre actúan en otras dos ciudades europeas, en Linz (Austria) y Karlsruhe (Alemania), tocando tres temas nuevos instrumentales (uno de ellos el mismo que el de Tribal Gathering), y una versión del tema «Airwaves» del álbum Radio-Activity.
En junio de 1998 realizan una minigira que recorre las ciudades de Tokio (Japón), Los Ángeles, Chicago, Detroit, Nueva York (Estados Unidos), Barcelona (España) y el Festival de Roskilde (Dinamarca). En octubre se presentan por primera vez en Buenos Aires (Argentina) y el Free Jazz Festival, celebrado en São Paulo y Río de Janeiro (Brasil).
En julio de 1999 el sencillo «Tour de France» fue relanzado por EMI después de que estuviera descatalogado desde hacía unos años. Fue lanzado por primera vez en CD, y se publicó una reedición en vinilo de doce pulgadas. Ambas versiones contienen la portada rediseñada modificando los rostros de los cuatro ciclistas. En la Haus der Geschichte de Bonn, se exhibieron los nuevos robots de Kraftwerk con el traje luminoso. Con motivo de la Exposición Universal que se realizó en Hannover en el año 2000, Kraftwerk fue contratado para realizar un jingle de unos segundos repitiendo «Expo 2000» en seis idiomas. Partiendo de estos sonidos elaboraron el sencillo «Expo2000» publicado en diciembre de 1999.

### 2000-2009
El tema «Expo2000» fue reeditado como «Expo Remix» en noviembre de 2000, con remezclas de Orbital, François Kevorkian + Rob Rives, DJ Rolando y Underground Resistance. En 2001 Ryuichi Sakamoto pidió a Kraftwerk que compusiera un poema sonoro para el álbum benéfico Zero Landmine editado el mismo año.
Septiembre de 2002 supuso el inicio de la gira mundial Minimum-Maximum, Kraftwerk presentó la nueva tecnología digital transportable en los conciertos con el uso de cuatro ordenadores portátiles y una pantalla de vídeo de 16 metros. Tres conciertos en la sala de la Cité de la Musique de París y otros conciertos en Bélgica y Luxemburgo supusieron el estreno mundial. El nuevo Kling Klang Studio se presentaba mediante cuatro pequeñas consolas para Hütter, Schneider, Hilpert y Schmitz con la tecnología del nuevo estudio virtual. Ahora los cuatro músicos generaban y modulaban todos los archivos de sonido usando unos mandos de construcción propia, y los cuatro ordenadores portátiles Sony-Vaio. Los vídeos en la pantalla gigante estaban en perfecta sincronización con la música y el nuevo sistema PA creaba un sonido nítido y cristalino. Con este nuevo equipo digital transportable en directo, el desplazamiento ya no volvería a ser ningún problema. En diciembre actuaron en el festival Electraglide en Tokio y Osaka. En enero de 2003 ofrecieron ocho conciertos en Australia y Nueva Zelanda en el Big Day Out Festival. Durante las actuaciones en Australia, Ralf Hütter afirmó en una entrevista de radio, que el grupo estaba trabajando en un nuevo álbum, finalizado en un 99%.
En julio de 2003 el Tour de Francia celebraba su centenario, momento en el que lanzaron el sencillo «Tour de France 2003». Kraftwerk fue invitado por los directores de la carrera para seguir la etapa de Alpe d'Huez por coche y helicóptero en los Alpes. Con esas impresiones volvieron al estudio finalizando las mezclas del álbum al mismo tiempo que la carrera terminaba en los Campos Elíseos de París. Tour de France Soundtracks es un álbum totalmente conceptual con la mayoría de letras en francés. Los temas estaban inspirados en el mundo del ciclismo. Para «Elektro Kardiogramm» grabaron los sonidos del latido de corazón de Ralf como base rítmica. Por primera vez en la historia Kraftwerk llegó al número uno de la lista de álbumes en Alemania.
En noviembre de 2003 Kraftwerk ofreció una actuación en directo en televisión para la entrega de premios en la MTV Europe Music Awards, tocando un tema del nuevo álbum, «Aéro Dynamik», que también fue editado como sencillo en marzo de 2004. Kraftwerk anunció la siguiente fase de su gira mundial, con 69 conciertos en Europa, Japón, Norteamérica, América Central y Sudamérica. Por primera vez, el grupo actuaba en países como Portugal, Islandia, República Checa, Eslovenia, Estonia, Lituania, Rusia, Chile y México.
La gira mundial fue grabada en audio y video. En junio de 2005 se editó Minimum-Maximum, el primer álbum en vivo oficial de Kraftwerk, recibiendo críticas positivas. Minimum-Maximum incluye temas reconstruidos de sus álbumes de estudio existentes, y el tema «Planet of Visions», remix de «Expo2000». El álbum fue nominado a un Premio Grammy al mejor álbum dance/electrónico.
Después de la gira de verano en Estados Unidos Kraftwerk participó en la exposición de arte contemporáneo Bienal de Venecia con un concierto en el Lido. Conciertos en Belgrado, Sofía, Salónica, Atenas y Estambul precedieron a actuaciones en el Rock Werchter, Eurockéenes de Belfort y el famoso Montreux Jazz Festival. La gira finalizó con los conciertos en Milán, Ferrara, Nápoles y el Electric Picnic Festival, cerca de Dublín, Irlanda.
El primer Kling Klang Musikfilm Minimum-Maximum fue editado en diciembre de 2005 como doble DVD sonido envolvente DTS 5.1. Una edición especial con diseño en forma de ordenador portátil, denominado «Notebook», incluía el doble CD, el doble DVD y un libro de 88 páginas, con fotografías de la gira mundial entre 2002 y 2005.
En abril de 2008 Kraftwerk actuó de nuevo en los Estados Unidos, en las ciudades de Mineápolis, Milwaukee y Denver, y en el Coachella Valley Music and Arts Festival. Florian Schneider se ausentó de estos conciertos, siendo reemplazado por el operador de vídeo Stefan Pfaffe. Ralf afirmó que Florian estaba trabajando en otros proyectos, y el 21 de noviembre de 2008 se confirmó oficialmente que Florian Schneider había abandonado Kraftwerk. El 22 de noviembre Kraftwerk debía encabezar el cartel del Festival Global Gathering en Melbourne, Australia, pero fue cancelado a última hora por un problema de corazón de Fritz Hilpert. A finales de 2008 se anunció por medio la página oficial de internet de la banda Radiohead que Kraftwerk sería el grupo invitado por la banda británica para abrir sus conciertos en su gira por América Latina en marzo de 2009. Actuaron en Ciudad de México, Chile, Brasil y Buenos Aires.
En abril de 2009 ofrecieron tres significativos conciertos en la Altes Heizkraftwerk de Wolfsburgo (la antigua fábrica de coches Volkswagen: Kraftwerk dentro de Kraftwerk). Para estos conciertos prepararon por primera vez imágenes y gráficos para ser vistos en 3D, mediante gafas repartidas antes de los conciertos, pero solo para los últimos temas. Durante la primavera y verano de 2009 siguieron actuando en múltiples festivales europeos, como el Urban Art Forms Festival, Hurricane Festival, Southside Festival (Alemania), Inmusic Festival (Zagreb), Internacional Festival de Mánchester, Balaton Sound Festival (Zamárdi, Hungría), Exit Festival (Novi Sad, Serbia), Italia Wave Festival (Livorno), Flowfestival (Helsinki), Vaerket Outdoor (Randers, Dinamarca), Pukkelpop Festival (Hasselt, Bélgica) y finalizando en septiembre en el Bestival (isla de Wight, Reino Unido). Durante el concierto de Mánchester, cuatro miembros del pelotón ciclista británico (Jason Kenny, Ed Clancy, Jamie Staff y Geraint Thomas), rodaron por el velódromo mientras Kraftwerk tocaba el tema «Tour de France».
En 2004 se planeó editar un nuevo Kling Klang Produkt: una caja titulada 12345678 Der Katalog. Iba a incluir ediciones remasterizadas de los álbumes de Kraftwerk, desde Autobahn a Tour de France Soundtracks, pero solo se editó una copia promocional. Posteriormente Ralf Hütter afirmó en una entrevista a la televisión brasileña que Kraftwerk resumiría su trabajo en una caja una vez que finalizaran su gira de conciertos 2008/2009. En 2009 se anunció finalmente el lanzamiento de las versiones remasterizadas de sus discos entre los años 1974 a 2003 bajo el nombre The Catalogue (en alemán: Der Katalog). Se editaron dos versiones: la edición con los discos en alemán (lanzado el 2 de octubre de 2009) y la edición en inglés para el resto del mundo (5 de octubre de 2009), además de un box-set en CD y en vinilo (para su lanzamiento el 16 de noviembre de 2009). Entre las curiosidades que ofrece este nuevo compilado está el renombramiento del álbum Electric Cafe a su título original Techno Pop.

### 2010-2019

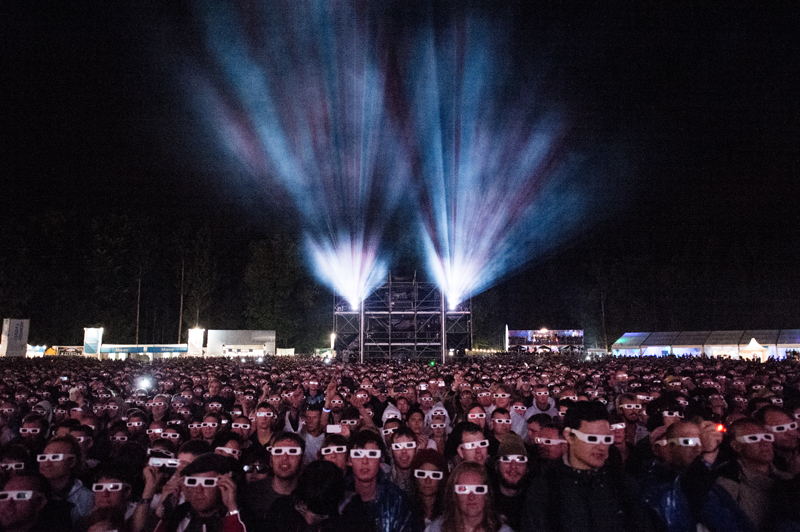
Público asistente a los conciertos en 3D (en imagen en el Openair de Zúrich, 2012)

Del 15 de octubre al 13 de noviembre de 2011 se exhibió en la galería Lenbachhaus de Múnich (Alemania), bajo el título Kraftwerk 3-D, una instalación de vídeo en 3D, donde se proyectaron 8 vídeos de Kraftwerk en tres dimensiones. Kraftwerk ofreció tres conciertos en Múnich el 12 y 13 de octubre para inaugurar la exposición, en los que presentó por primera vez todos los temas de su show acompañados de imágenes proyectadas en 3D.
Kraftwerk actuó en el Ultra Music Festival de Miami el 23 de marzo de 2012. El Museo de Arte Moderno de Nueva York (MoMA) anunció un evento titulado Kraftwerk - Retrospective 1 2 3 4 5 6 7 8, en el que interpretarían en directo su discografía completa, desde Autobahn a Tour de France Soundtracks por orden cronológico, en el transcurso de ocho días, con ocho conciertos, añadiendo composiciones adicionales de su catálogo en cada concierto. Otras actuaciones de ese año fueron llevadas a cabo en el Sonar Festival de São Paulo, No Nukes de Tokio (donde tocaron una versión de «Radioaktivität» en japonés, con nuevos textos antinucleares referentes al desastre de Fukushima), Way Out West de Gotemburgo y el Zúrich Openair.
El año 2013 se inició con la interpretación del catálogo de Kraftwerk - Retrospective 1 2 3 4 5 6 7 8 en significativos espacios artísticos: el Kunstsammlung Nordrhein-Westfalen de Düsseldorf, y la Sala de Turbinas de la Tate Modern de Londres (antigua Central Eléctrica, Kraftwerk). Como acompañamiento a sus conciertos en Düsseldorf (los primeros de Kraftwerk en su ciudad de origen desde 1991), presentaron la exposición Roboter, basada en fotografías de Peter Boettcher realizadas desde 1991. La misma retrospectiva se repitió en mayo en el Akasaka Blitz de Tokio, y en la Opera House de Sídney. Otros conciertos de este año tuvieron lugar en Asia (Singapur, Seúl, Taipéi, Hong Kong, Osaka), y a partir de junio en diversos festivales europeos: Sónar Festival, Barcelona; Malta Festival, Poznan; Roskilde Festival, Dinamarca; T in the Park Festival, Kinross (Reino Unido); Montreux Jazz Festival, Montreux (Suiza); Latitude Festival, Southworld (Reino Unido); Longitude Festival, Dublín; OYA Festival, Oslo; Flow Festival, Helsinki; Eindhoven (Países Bajos) e Iceland Airwaves Festival, Reikiavik.
El año 2014 comenzaba la actividad de Kraftwerk en enero con cuatro conciertos en Estocolmo (Suecia), que precedieron a la exposición Dance Machines - From Léger to Kraftwerk en el Moderna Museet (donde presentaron la instalación 3-D 1 2 3 4 5 6 7 8). Ofrecieron tres conciertos en la Ciudad de México en El Plaza Condesa el 13, 14 y 15 de marzo. Después presentaron The Catalogue 1 2 3 4 5 6 7 8 en ocho conciertos en el Walt Disney Concert Hall de Los Ángeles (USA), otros tres conciertos en Oakland (California, USA), y actuaron en Chicago (USA), Toronto y Montreal (Canadá). En abril tocaron en Nueva York y Washington D. C. (USA) y realizaron tres conciertos en el Moogfest, en Asheville (Carolina del Norte, USA). En mayo presentaron el catálogo completo en Viena (Austria) dentro del Wiener Festwochen. En junio tocaron en el festival Nuits sonores de Lyon (Francia) y en Las Vegas (Estados Unidos). En julio ofrecieron dos conciertos en Seattle (Estados Unidos); volvieron a Canadá para actuar en Vancouver; actuaron en Eslovaquia por primera vez en su carrera, en el marco del Bažant Pohoda Festival de Trenčín; en Roma (Italia); y en el Positivus Festival de Salacgrīva (Letonia). En agosto dieron un concierto en un lugar insólito, en la vieja cantera de caliza de Dalhalla (reconvertida en anfiteatro), cerca de Rättvik, en el centro de Suecia, y posteriormente estuvieron en los festivales Sonic Mania Festival y Sommersonic en Tokio (Japón). En septiembre volvieron al centro cultural ZKM de Karlsruhe (Alemania) para presentar tres directos 17 años después de su actuación de 1997. En noviembre llevaron su catálogo completo a París (Francia) de nuevo con ocho conciertos.
En 2015 Kraftwerk continuó presentando su catálogo en directo en la Neue Nationalgalerie de Berlín (Alemania); en la sala Paradiso de Ámsterdam (Países Bajos), local ya visitado en 1976; y en Copenhague (Dinamarca). También ofreció conciertos únicos en Lisboa y Oporto (Portugal); y en el Gran Teatro del Liceo de Barcelona (España). Además completaron tres conciertos en Utrecht (Países Bajos), como espectáculos previos a la 102.ª edición del Tour de Francia, que arrancó el 3 de julio en la ciudad neerlandesa. Entre septiembre y octubre realizaron una gira por Canadá y Estados Unidos, que abarcó las ciudades de Edmonton y Calgary (Canadá); Portland, Denver, Austin, Nashville, Miami, Philadelphia, Boston, Detroit, Mineápolis, y Kansas City (USA). Tras esta minigira volvieron en noviembre a Europa, realizando conciertos en las ciudades francesas de Lille y Nantes; Montecarlo (Mónaco); Marsella y Grenoble (Francia); Florencia (Italia); Luzern (Suiza); en las ciudades alemanas de Essen, Colonia, Hamburgo, Stuttgart, y Fráncfort; y cerraron el año con actuaciones en diciembre en Praga (República Checa); Cracovia (Polonia); y Leipzig (Alemania).
En el año 2016 Kraftwerk actuó en Detroit (USA), Verona (Italia), Sopot (Polonia) y Estocolmo (Suecia) e interpretó de nuevo todo su catálogo en Oslo (Noruega) mediante ocho conciertos diferentes en cuatro días. Realizaron una minigira por Estados Unidos visitando North Bethesda, Atlanta, Nueva Orleans, Dallas, San Antonio, Phoenix, San Diego, y Los Ángeles. Después interpretaron el catálogo durante ocho días en el Museo Guggenheim de Bilbao (España) y cerraron el año actuando en Ciudad de México (México), Buenos Aires (Argentina) y Santiago de Chile (Chile).
El 26 de mayo de 2017 se lanzó el esperado 3-D The Catalogue y 3-D Der Katalog en diversos formatos (Blu-Ray, DVD, vinilo, CD y descargas), basado en grabaciones en directo durante los años 2012-2016. Una edición alemana adicional en CD del álbum 3-D 1 2 3 4 5 6 7 8 con los ocho temas apareció el 8 de diciembre de 2017. Además en mayo interpretaron todo su catálogo en Amberes (Bélgica) y en junio realizaron 17 conciertos en 14 ciudades de Irlanda y Reino Unido: Dublín (2 conciertos), Belfast, Oxford, Brighton, Glasgow, Edinburgo, Liverpool, Birmingham, Gateshead, Sheffield, Bristol, Nottingham, Mánchester, y Londres (3 conciertos). El 1 de julio ofrecieron un concierto en Düsseldorf como acto previo a la edición del Tour de Francia que arrancó en la ciudad de Kraftwerk, donde simultáneamente tuvo lugar la presentación de la Ultimate CF SLX Kraftwerk, una bicicleta especial y edición limitada diseñada entre Canyon y Kraftwerk. Posteriormente actuaron en Perugia (Italia) y en Viana do Castelo (Portugal) para un único concierto y en Turín (Italia) para tocar todo el catálogo.
En febrero de 2018 comenzó una gira europea en Dresde (Alemania) con cuatro conciertos. Después actuaron en San Petersburgo y Moscú (Rusia), Helsinki (Finlandia), Tallin (Estonia), Riga (Letonia), Kaunas (Lituania), Budapest (Hungría), Liubliana (Eslovenia), Belgrado (Serbia), Sarajevo (Bosnia y Herzegovina), Skopie (Macedonia), Sofía (Bulgaria), Bucarest (Rumanía), y Atenas (Grecia). En verano actuaron en Tarento (Italia), Zúrich (Suiza), Madrid (España), Cork (Irlanda), Werchter (Bélgica), Stuttgart (Alemania), Sankt Margarethen (Austria), Östersund (Suecia), Copenhague (Dinamarca), Trondheim (Noruega), Pula (Croacia), y Berlín (Alemania).
Kraftwerk inició en abril de 2019 una minigira asiática con cuatro conciertos en Tokio y uno en Osaka (Japón), Seúl (Corea del Sur), y Hongkong. Durante el verano ofrecieron conciertos únicamente en Europa, en Hilvarenbeek (Países Bajos), Katowice (Polonia), Praga (República Checa), Viena (Austria), Roma (Italia) (dos shows), Barcelona (España), Luxemburgo (Luxemburgo), París (Francia) (tres shows), Macclesfield (Reino Unido), Cascais (Portugal), Gotemburgo (Suecia) e Ibiza (España). Cerraron la temporada de conciertos en noviembre con una actuación en Bilbao (España).

### Actualidad
Durante 2020, debido a la pandemia mundial de COVID-19, Kraftwerk tuvo que cancelar o posponer todos sus conciertos, entre ellos una extensa gira por Norteamérica.
En mayo de 2020 falleció Florian Schneider, quien llevaba más de una década desvinculado de la banda.
El 9 de octubre de 2020 Kraftwerk y Parlophone reeditaron en edición especial limitada cada uno de los álbumes del catálogo, desde Autobahn a Tour de France, en vinilo coloreado.
El 21 de diciembre de 2020, Kraftwerk lanzó en diferentes plataformas digitales el álbum compilatorio Remixes, que contiene remezclas oficiales de los años 1991 a 2007 ya publicadas anteriormente en diferentes formatos. Como novedad destaca el tema inédito Non Stop con una duración de 8:32, solamente conocido por el jingle para la MTV del año 1992. Finalmente esta recopilación se editó en formato 2CD, 3LP, y edición limitada 3LP en vinilo coloreado el 25 de marzo de 2022, con algunas variaciones en la selección de los temas y remezclas de 1991 a 2021.
Con la edición de junio de 2021 de la revista alemana Musikexpress publicó un vinilo exclusivo de Kraftwerk de 7". El vinilo contiene una versión inédita de "Heimcomputer" similar a la original de 1981, editada por Ralf Hütter. La pieza de coleccionista se presenta en vinilo amarillo transparente y con una funda de diseño exclusivo.
Del 27 de mayo al 10 de julio de 2022, realizó una gira por Norteamérica, tocando en 24 ciudades.
El 27 de julio de 2024, en el Fuji Rock Festival de Niigata, Kraftwerk tocó por primera vez una versión de la obra de otro artista: "Merry Christmas Mr. Lawrence", de Ryuichi Sakamoto, fallecido en 2023. Hütter era amigo de Sakamoto desde 1981. Tras interpretar "Merry Christmas Mr. Lawrence", Kraftwerk tocó "Radioactivity", para la que Sakamoto escribió la letra en japonés en 2012.

## Discografía

### Álbumes de estudio
| Año  | Álbum                                                               | Posiciones en listas | Posiciones en listas | Posiciones en listas |
| Año  | Álbum                                                               | Alemania             | Reino Unido          | Estados Unidos       |
| ---- | ------------------------------------------------------------------- | -------------------- | -------------------- | -------------------- |
| 1970 | Kraftwerk                                                           | 30                   | -                    | -                    |
| 1972 | Kraftwerk 2                                                         | 36                   | -                    | -                    |
| 1973 | Ralf und Florian                                                    | -                    | -                    | 160                  |
| 1974 | Autobahn                                                            | 7                    | 4                    | 5                    |
| 1975 | Radio-Aktivität - Radio-Activity en su edición en inglés            | 22                   | -                    | 140                  |
| 1977 | Trans Europa Express - Trans-Europe Express en su edición en inglés | 32                   | 49                   | 119                  |
| 1978 | Die Mensch-Maschine - The Man-Machine en su edición en inglés       | 12                   | 9                    | 130                  |
| 1981 | Computerwelt - Computer World en su edición en inglés               | 7                    | 15                   | 72                   |
| 1986 | Electric Café - Techno Pop en su edición 2009                       | 23                   | 58                   | 158                  |
| 1991 | The Mix - Álbum de remezclas                                        | -                    | 15                   | 7                    |
| 2003 | Tour de France Soundtracks - Solo Tour de France en su edición 2009 | 1                    | 21                   | -                    |
| 2005 | Minimum-Maximum - Álbum en directo                                  | -                    | -                    | -                    |

### Sencillos
- «Autobahn / Kometenmelodie». Vertigo (febrero de 1975) - UK #11
- «Autobahn / Morgenspaziergang». Vertigo (febrero de 1975) - POP #25
- «Kometenmelodie 2 / Kristallo». Vertigo (julio de 1975)
- «Kometenmelodie 2 / Mitternacht». Vertigo (julio de 1975)
- «Radio-activity / Antenna». Capitol (febrero de 1976)
- «Trans-Europe Express / Europe Endless». Capitol (abril de 1977)
- «Showroom Dummies / Europe Express». Capitol (agosto de 1977)
- «Trans-Europe Express / Franz Schubert». Capitol (mayo de 1978) - POP #67
- «The Robots (edit) / Spacelab». Capitol (mayo de 1978)
- «Neon Lights / The Robots». Capitol (junio de 1978)
- «Neon Lights / Trans-Europe Express / The Model». Capitol (septiembre de 1978) - UK #53
- «Pocket Calculator / Dentaku». EMI (abril de 1981) - POP #102; UK #39
- «Computer Love / The Model». EMI (junio de 1981) - UK #36
- «Numbers / Computer Love». Warner (junio de 1981) - POP #103
- «The Model / Computer Love». EMI (diciembre de 1981) - UK #1
- «Showroom Dummies / Numbers». EMI (febrero de 1982) - UK #25
- «Tour De France / Tour De France (instrumental)». EMI (julio de 1983) - UK #22
- «Tour De France (remix) / Tour De France». EMI (agosto de 1984) - UK #24
- «Musique Non-Stop / Musique Non-Stop (version)». EMI (octubre de 1986) - UK #82
- «The Telefon Call / Der Telefon Anruf». EMI (febrero de 1987) - UK #89
- «The Robots (Remix) / Robotronik». EMI (mayo de 1991) - UK #20
- «Radioactivity (Francois Kevorkian Remix) / Radioactivity (William Orbit Remix)». EMI (octubre de 1991) - UK #43
- «Tour de France» EP. EMI (octubre de 1999) - UK #61
- «Expo 2000» EP. EMI (marzo de 2000) - UK #27
- «Expo Remix» 2xEP. EMI (noviembre de 2000)
- «Tour De France 2003" 2xEP. EMI (julio de 2003) - UK #20
- «Aérodynamik» EP. EMI (marzo de 2004) - UK #33
- «Aérodynamik / La Forme (Hot Chip Remix)». Astralwerk (septiembre de 2007) - UK #78

## Instalaciones artísticas
Concebido en la actualidad como un colectivo multimedia Kraftwerk no se centra únicamente en la edición de álbumes, giras de conciertos o la investigación en su lenguaje sonoro, sino que aborda diferentes trabajos a través de múltiples disciplinas vinculando sus proyectos cada vez más a espacios artísticos.
- 1999 - Exhibición de los robots. Haus der Geschichte (Bonn, Alemania).
- 2002 - Exhibición de los robots. Exposición "Ex Machina". Museum für Angewandte Kunst (Colonia, Alemania).
- 2002 - Exhibición de los robots. Exposición "Electric Body". Musée de La Musique (París, Francia).[55]
- 2008 - Panel con portadas del catálogo y monitores reproduciendo el video «The Man Machine» del DVD Minimum-Maximum. Kölnisches Stadtmuseum (Colonia, Alemania).
- 2008 - Exposición "Pop am Rhein: Strömungen in Musik, Film, Kunst und Clubkultur". Kölnisches Stadtmuseum (Colonia, Alemania).
- 2011 - Proyección de videos en 3-D utilizados posteriormente en sus conciertos. Hans Mayer Galerie (Düsseldorf, Alemania).
- 2011 - Video-instalación "Kraftwerk 3-D" basada en la proyección de 8 videos en 3D y la presencia de los robots. Lenbachhaus Kunstbau (Múnich, Alemania).
- 2012 - Kraftwerk Retrospective 1 2 3 4 5 6 7 8. MoMA PS1 (Nueva York, Estados Unidos).[56]
- 2013 - Exposición de fotografías "Roboter", 36 fotografías de Peter Boettcher realizadas desde 1991, más una sala proyectando imágenes en 3-D de los robots. NRW-Forum (Düsseldorf, Alemania).
- 2013 - 3-D Video-Installation 1 2 3 4 5 6 7 8. Galería Sprüth Magers (Berlín, Alemania).
- 2014 - 3-D Video-Installation 1 2 3 4 5 6 7 8 dentro de la exposición Dance Machines - From Léger to Kraftwerk. Moderna Museet (Estocolmo, Suecia).
- 2017 - Exposición de fotografías "Roboter" de Peter Boettcher. Chilehaus (Hamburgo, Alemania).
- 2019 - Electro - From Kraftwerk To Daft Punk. Philharmonie de Paris (París, Francia).[57]
- 2021/2022 - Electro - Von Kraftwerk bis Techno. Kunstpalast (Düsseldorf, Alemania).[58]